# Buccinum herzensteinii
Buccinum herzensteinii is een slakkensoort uit de familie van de Buccinidae. De wetenschappelijke naam van de soort is voor het eerst geldig gepubliceerd in 1882 door Verkruzen.